# زاویه دورفمان
زاویه دورفمان (انگلیسی: Xavier Dorfman؛ زادهٔ ۱۲ مهٔ ۱۹۷۳) قایقران روئینگ اهل فرانسه است.